# Akademickie Centrum Kultury Klub Studio
Klub Studio – klub studencki w Krakowie administrowany przez Fundację Studentów i Absolwentów AGH „Academica”, mający na celu promowanie kultury i rozrywki w środowisku studenckim.
Klub znajduje się przy ul. Budryka 4, w centrum Miasteczka Studenckiego AGH.

## Historia
Miasteczko Studenckie w Krakowie jako kompleks mieszkalno-usługowy powstawało od 1964 r. jako nowatorska inwestycja, której generalnym projektantem był prof. dr hab. inż. arch. Tomasz Piotr Mańkowski. Obiekt przy ul. Budryka 4 zaprojektowano jako jedną z dwóch stołówek Miasteczka Studenckiego i w takiej roli funkcjonował przez szereg lat.
W 2001 roku, w wyniku współpracy Władz Rektorskich z Uczelnianą Radą Samorządu Studentów AGH, uczelnia powołała Fundację Studentów i Absolwentów AGH w Krakowie ACADEMICA. Na mocy decyzji Władz Uczelni, w 2004 roku lokalowi przy Budryka 4 została nadana nowa formuła, operatorem obiektu stała się FSiA ACADEMICA, a lokal został przekształcony w salę widowiskową na potrzeby środowiska studenckiego, zyskując nazwę Klub Studio.
W latach 2016-2019 Klub Studio przeszedł gruntowną modernizację. Struktura budynku została pokryta cortenową stalą, natomiast w środku obiektu powstała wielofunkcyjna sala o doskonałej akustyce. Autorem projektu jest architekt Jerzy Stożek, a konstruktorem, który scalił pozostawioną ze starego obiektu stalową konstrukcję z nową żelbetową skorupą jest Wojciech Mucha.

## Architektura
Budynek po modernizacji i rozbudowie w latach 2016-2019 kontynuuje modernistyczne założenia twórcy miasteczka prof. Mańkowskiego. 
Surowa bryła na planie kwadratu jest otwarta na klientów całą zachodnią elewacją. Schody wzdłuż wejścia dopełnione ławkami stanowią miejsce odpoczynku mieszkańców Miasteczka Studenckiego AGH, a dodatkowo służą jako trybuny wydarzeń plenerowych realizowanych w przestrzeni przed Klubem Studio. Zasadnicza część elewacji została pokryta materiałem CORTEN, czyli stalą o podwyższonej odporności na warunki atmosferyczne, w rdzawym kolorze.
Sala oferuje klientom miejsca stojące na płycie oraz siedzące dzięki rozkładanym trybunom. Dodatkowo dla widzów dostępny jest balkon, oferujący wygodne fotele oraz doskonały widok na scenę. Całość uzupełniają biura, szatnie, zaplecze sceniczne, sanitariaty, magazyny. W budynku mieści się również własny browar z dedykowaną mu restauracją i pubem.
Wnętrze Klubu zostało wypełnione rzeźbami, obrazami i reprodukcjami zdjęć w ramach trwałej, zaplanowanej ekspozycji. Dodatkowo w obiekcie istnieją dwie lokalizacje ekspozycji dzieł sztuki.

### Dostępność
Budynek Klubu Studio zaprojektowany został jako w pełni dostępny dla osób z niepełnosprawnościami, bez barier architektonicznych w ramach ukształtowania terenu wokół budynku oraz w jego wnętrzu.
W ramach udogodnień w obiekcie zastosowano m.in.: dojście dostosowane do osób poruszających się na wózku, wyodrębnienie loży dla osoby z niepełnosprawnością poruszającej się na wózku, dodatkowy dźwig ułatwiający komunikację osobie z niepełnosprawnością, oznakowanie kolorem kontrastowym powierzchni schodów, ułatwiające poruszanie się w jego przestrzeni osobom z dysfunkcją wzroku.

## Wykorzystanie

### Koncerty
W Klubie Studio od lat występują największe gwiazdy polskiej oraz zagranicznej sceny muzycznej. Na scenie pojawili się m.in.: Kreator, Editors, Sabaton, Lady Pank, Dżem, Kwiat Jabłoni, Nocny Kochanek, Black Label Society, Helloween, Editors, KULT, Riverside, Lao Che, Godsmack, Archive, Uriah Heep czy Tomasz Stańko.

### Wydarzenia kulturalne
W Klubie Studio na przestrzeni lat organizowane są rozmaite festiwale oraz wydarzenia. Od 2012 Klub Studio jest gospodarzem Festiwalu Synestezje. Muzyka. Plastyka. Słowo. (dawniej: Sophiscapes), podczas którego, oprócz koncertów, odbywają się imprezy towarzyszące takie jak: happeningi, wystawy prac plastycznych, pokazy vj’ów, panele dyskusyjne czy pokazy mody. Wszystkie wydarzenia inspirowane są muzyką, plastyką i słowem. Synestezje to również konkurs dla młodych i ambitnych, którzy od swojej twórczości wymagają czegoś więcej, nie zgadzając się przy tym na utarte schematy i szablony. Ponadto, dzieła utworzone specjalnie na Festiwal, bądź podczas Festiwalu, na stałe znalazły swoje miejsce w budynku Klubu i podziwiać je można podczas każdej wizyty w Studio.
W ramach współpracy z Uczelnianą Radą Samorządu Studentów AGH, w Klubie odbywają się studenckie inicjatywy takie jak m.in. Kopalnia Talentów AGH, Laur Dydaktyka AGH czy prestiżowy TEDxAGHUniversity. 
Klub Studio to również imprezy cykliczne. W każdy czwartek odbywają się Legendarne Czwartkowe Dyskoteki, odwiedzane miesięcznie przez tysiące studentów, często z udziałem gości specjalnych. Same wydarzenia często mają swój motyw przewodni, takie jak: Studenckie Wesele, Juwenaliowe AfterParty czy Sylwester Studencki.

## Inicjatywy powiązane

### Browar Górniczo-Hutniczy
Browar Górniczo-Hutniczy jest spółką akcyjną utworzoną przez studentów, absolwentów i sympatyków Akademii Górniczo-Hutniczej w Krakowie. Browar mieści się w budynku Klubu Studio na Miasteczku Studenckim AGH. Ściśle współpracuje ze środowiskiem akademickim. Browar Górniczo-Hutniczy to browar restauracyjny i rzemieślniczy, który przy wytwarzaniu piwa stosuje tylko naturalne składniki: wodę, słód, chmiel i drożdże. BGH wyróżnia się przez stosowanie w większości receptur wyłącznie polskich odmian chmielu.

### Bistro Studio
Bistro Studio to lokal gastronomiczny mieszczący się w Klubie Studio. Restauracja oferuje różnorodne dania kuchni świata, w tym amerykańskiej, włoskiej i polskiej. Oprócz regularnego menu, Bistro w swojej ofercie posiada również zestawy lunchowe, zarówno mięsne, jak i wegetariańskie. Wieczorami klienci mogą zamówić między innymi pizzę, a także piwo prosto z Browaru Górniczo-Hutniczego.

## Właściwości
- powierzchnia: ponad 4 000 m²
- kubatura: ponad 21 000 m³
- liczba miejsc dla publiczności na balkonie: ponad 150
- liczba miejsc dla publiczności na trybunie: ponad 190
- liczba miejsc dla publiczności ogółem: ponad 1 500

Źródło.